# 刘金相
刘金相（？—？），湖北襄阳人，是一名清朝政治人物。
刘金相曾于1781年接替任恺任福建永安县知县一职，1782由仇赋苹接任。